# NextGen Series
NextGen Series e международен футболен турнир, в който участват играчи до 19 години на клубни отбори от Европа.
Турнирът е направен от телевизионния продуцент Джъстин Андрюс и спортният директор на Брентфорд Марк Уарбъртън.

## Формат на турнира
Отборите участват чрез покани от организаторите на турнира. За първото издание на турнира организаторите избират 16 отбора, преценявайки качеството на академията на съответния отбор. Отборите, които участват в първото издание на турнира през 2011/12 са:
- Астън Вила
- Ливърпул
- Манчестър Сити
- Тотнъм
- Волфсбург
- Интер
- Олимпик Марсилия
- Аякс
- ПСВ Айндховен
- Молде
- Русенборг
- Спортинг Лисабон
- Селтик
- Барселона
- Базел
- Фенербахче

Всички отбори, участвали през сезон 2011/12 с изключение на Базел, участват и през сезон 2012/13. Към тях се присъединяват девет нови отбора. Това са:
- Арсенал
- Челси
- Пари Сен Жермен
- Андерлехт
- ЦСКА Москва
- Атлетик Билбао
- Ювентус
- Борусия Дортмунд
- Олимпиакос

## Правила
Всеки отбор трябва да сформира състав от 18 души. Играчите не могат да бъдат на повече от 19 години. Все отбор има право да включи в състава по трима играчи, които са по-възрастни от 19 години, но само двама от тях могат да бъдат на терена по едно и също време.
Останалите правила, освен годинитее, са същите като одобрените от Борда на Международната футболна Асоциация, което означава, че са същите като в повечето футболни турнири.

## Победители
| Отбор | Брой титли | Брой втори места | Година на спечелване | Година на второ място |
| ----- | ---------- | ---------------- | -------------------- | --------------------- |
| Интер | 1          | 0                | 2012                 |                       |
| Аякс  | 0          | 1                |                      | 2012                  |